# HIP 14810
Désignations
HIP 14810 est une étoile de la constellation du Bélier. Elle est située à environ 1,3° au nord de Delta Arietis, mais est trop faible pour être visible à l'œil nu avec une magnitude apparente visuelle de 8,6. Le système est situé à une distance de 164 années-lumière de la Terre d'après les mesures de parallaxe, mais se rapproche avec une vitesse radiale de −5 km/s. Il s'agit d'une naine jaune qui possède trois exoplanètes confirmées en orbite.

## Propriétés
HIP 14810 est une naine jaune de type spectral G6V. Son niveau d'activité est relativement faible et sa vitesse de rotation projetée est faible, de 0,5 km/s, ce qui indique qu'il s'agit d'une vieille étoile. Elle est âgée d'environ huit milliards d'années. L'étoile présente une métallicité élevée, avec une masse et une luminosité à peu près identiques à celles du Soleil.

## Système planétaire
Trois exoplanètes confirmées gravitent autour de l'étoile. L'article sur la découverte de HIP 14810 b (en) et HIP 14810 c a été publié en 2007, tandis que celui sur HIP 14810 d a été publié en 2009, accompagné d'une révision des paramètres orbitaux de la planète c. Les simulations suggèrent que les orbites de ces planètes ne permettent pas une orbite stable pour une super-Terre hypothétique dans la zone habitable.
| Planète | Masse            | Demi-grand axe (ua) | Période orbitale (jours) | Excentricité        | Inclinaison | Rayon |
| ------- | ---------------- | ------------------- | ------------------------ | ------------------- | ----------- | ----- |
| b (en)  | ≥ 3,9 ± 0,49 MJ  | 0,069 6 ± 0,004 4   | 6,673 892 ± 0,000 008    | 0,143 99 ± 0,000 87 |             |       |
| c       | ≥ 1,31 ± 0,18 MJ | 0,549 ± 0,034       | 147,747 ± 0,029          | 0,156 6 ± 0,009 9   |             |       |
| d       | ≥ 0,59 ± 0,1 MJ  | 1,94 ± 0,13         | 981,8 ± 6,9              | 0,185 ± 0,035       |             |       |